# 林孝矩
林 孝矩（はやし たかのり、1938年（昭和13年）3月8日 - 2022年（令和4年）9月3日）は、日本の政治家。元公明党衆議院議員（4期）。

## 経歴
大阪府出身。1960年関西大学法学部卒。聖教新聞記者となる。公明党奈良県連事務長、関西本部国民生活部長などを経て、1969年の第32回衆議院議員総選挙で奈良県全県区から公明党公認で立候補して初当選、以来連続4期。この間、検察官適格審査会委員、決算委員会理事、党決算部会長、党奈良県本部長などを歴任した。1980年の第36回衆議院議員総選挙で落選した。1983年の第37回衆議院議員総選挙には立候補しなかった（立候補したのは森本晃司）。
2022年9月3日、心不全のため、奈良県生駒市の病院で死去。84歳没。